# Gobi-Altai

Lage der wichtigsten Berge des Gobi-Altai

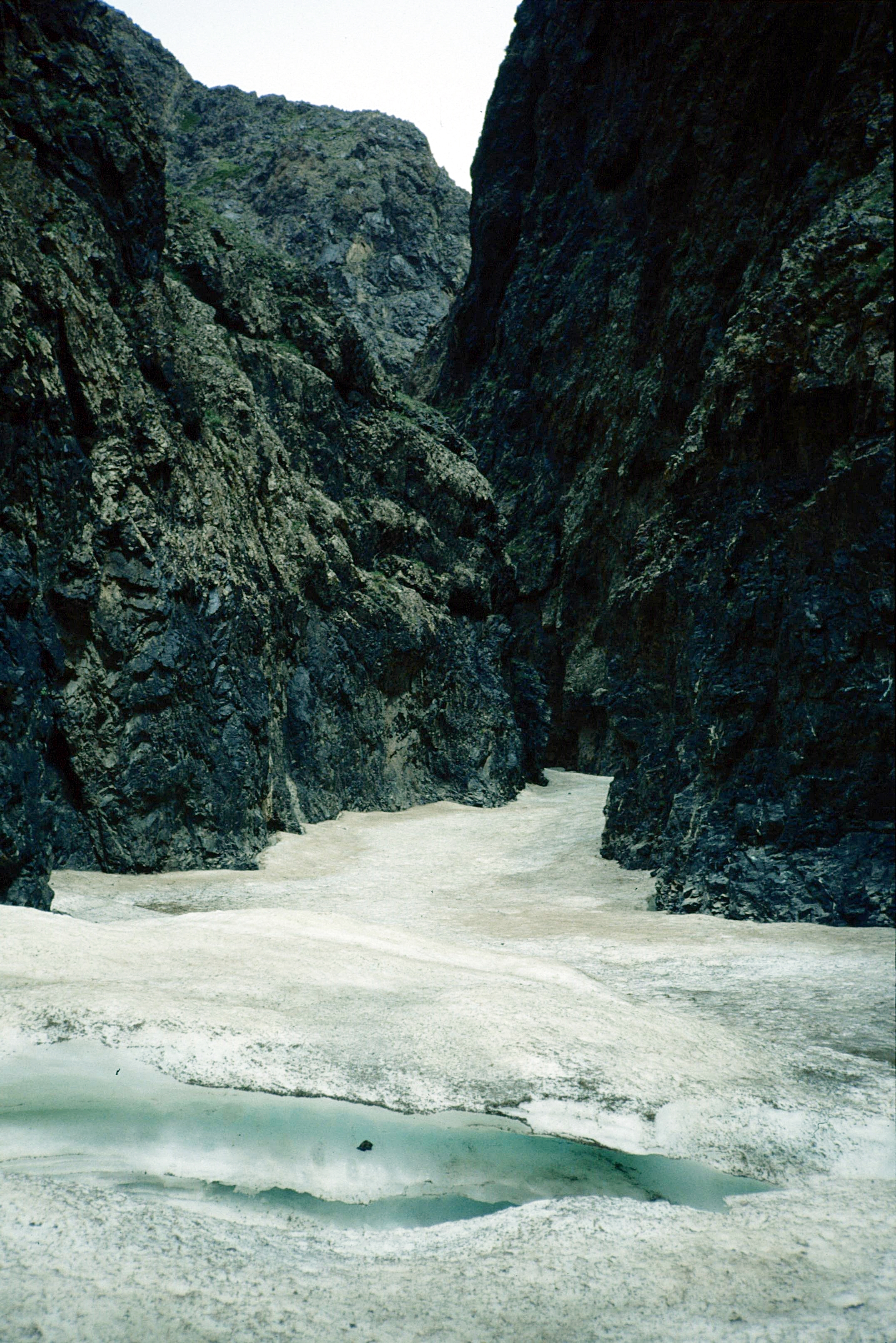
Geierschlucht Yolyn Am

Der Gobi-Altai (mongolisch Говь Алтайн нуруу) umfasst den südöstlichsten Teil des Altaigebirges im Südwesten der Mongolei.
Der Gobi-Altai bildet eine südöstliche Fortsetzung des Mongolischen Altai. Er verläuft über eine Länge von 500 km in NNW-SSO-Richtung. Seine durchschnittliche Höhe liegt zwischen 1500 und 2500 m. Die höchste Erhebung des Gobi-Altai ist der Ich Bogd Uul mit einer Höhe von 3957 m.
Der Gobi-Altai wird durch eine Hochfläche von dem nördlich gelegenen Changai-Gebirge getrennt. Östlich der Bergkette erstreckt sich die Wüste Gobi.
Das Gebirge besteht hauptsächlich aus Granit, Sandstein und Kalkstein. Die Region des Gobi-Altai ist stark erdbebengefährdet.

## Berge (Auswahl)
- Ich Bogd Uul (Их Богд уул) (3957 m) (⊙)
- Baga Bogd Uul (Бага Богд уул) (3600 m) (⊙)